# Yūki Maki
Yūki Maki (japanisch 巻 佑樹 Maki Yūki; * 26. Juni 1984 in der Präfektur Kumamoto) ist ein japanischer Fußballspieler.

## Karriere
Maki erlernte das Fußballspielen in der Universitätsmannschaft der Komazawa-Universität. Seinen ersten Vertrag unterschrieb er 2007 bei Nagoya Grampus. Der Verein spielte in der höchsten Liga des Landes, der J1 League. 2009 erreichte er das Finale des Kaiserpokal. Mit dem Verein wurde er 2010 japanischer Meister. Für den Verein absolvierte er 47 Erstligaspiele. 2011 wurde er an den Zweitligisten Shonan Bellmare ausgeliehen. Für den Verein absolvierte er 12 Ligaspiele. 2012 kehrte er zu Nagoya Grampus zurück. Für den Verein absolvierte er 11 Erstligaspiele. Ende 2012 beendete er seine Karriere als Fußballspieler.

## Erfolge
Nagoya Grampus
- J1 League

Meister: 2010
- Kaiserpokal

Finalist: 2009